# 海南杜仲藤
海南杜仲藤（学名：Parabarium hainanense）为夹竹桃科杜仲藤属下的一个种。

## 扩展阅读
- 維基物種上的相關：海南杜仲藤